# Пещуров, Михаил Алексеевич
Михаил Алексеевич Пещуров (22 мая (3 июня) 1823—22 октября (3 ноября) 1894) — российский государственный деятель, тайный советник (1874). Член Адмиралтейского совета; член Государственного совета Российской империи (1892).

## Биография
Родился 22 мая (3 июня) 1823 года в семье обер-прокурора 7-го департамента Сената А. П. Пещурова. Его братья: тайный советник П. А. Пещуров, профессор Д. А. Пещуров и вице-адмирал, управляющий Морским министерством А. А. Пещуров.
В службе состоял с 1838 года. В 1841 году после окончания Морского кадетского корпуса был произведён в мичманы, с 1848 года — лейтенант.
С 1850 года находился на гражданской службе. В 1863 году был произведён в статские советники, в 1865 году — в действительные статские советники; был вице-директором Корабелестроительного департамента. С 1868 года — начальник канцелярии Александровского комитета о раненых; с 1871 года — заведующий эмеритальной кассой Адмиралтейств-совета Морского министерства и одновременно с 1873 года член Адмиралтейского совета Российской империи. В 1874 году произведён в тайные советники.
С 1892 по 1894 годы был членом Государственного совета Российской империи.
В нижегородской губернии имел 250 десятин родовой земли.

## Награды
Был награждён всеми российскими орденами вплоть до ордена Святого Александра Невского  пожалованного ему в 1889 году:
- орден Св. Станислава 2-й ст. с императорской короной (1861)
- орден Св. Владимира 3-й ст. (1863)
- орден Св. Владимира 3-й ст. (1867)
- орден Св. Станислава 1-й ст. (1869)
- орден Св. Анны 1-й ст.
- орден Св. Владимира 2-й ст.
- орден Белого орла

## Семья
Жена (с 4 ноября 1856): Елизавета (1835—1876) — дочь П. И. Гаевского, сестра писателя В. П. Гаевского. Их дети:
- Алексей (22.09.1857—29.10.1900), инженер путей сообщения
- Мария (30.11.1858—11.06.1860)
- Елизавета (26.05.1861—28.06.1907)
- Пётр (27.04.1864—29.09.1868)
- Вера (02.11.1866—?), в замужестве — Бескровная
- Михаил (19.07.1873—01.02.1906)